# Spiranthes spiralis
Spiranthes spiralis és una orquídia paleàrtica que floreix a Europa a l'agost i setembre. Es caracteritza per una inflorescència espiral produïda després que les fulles s'han marcit. La inflorescència pot ser molt petita (només 50 mm d'alt), sobretot en pastures d'herba curta. A Europa occidental es presenta amb més freqüència en herbassars i pastures amb substrat de guix o pedra calcària. Spiranthes és la paraula grega que significa tort, spiralis en llatí significa tort o espiral, ambdós referits a la forma de la inflorescència.

## Morfologia

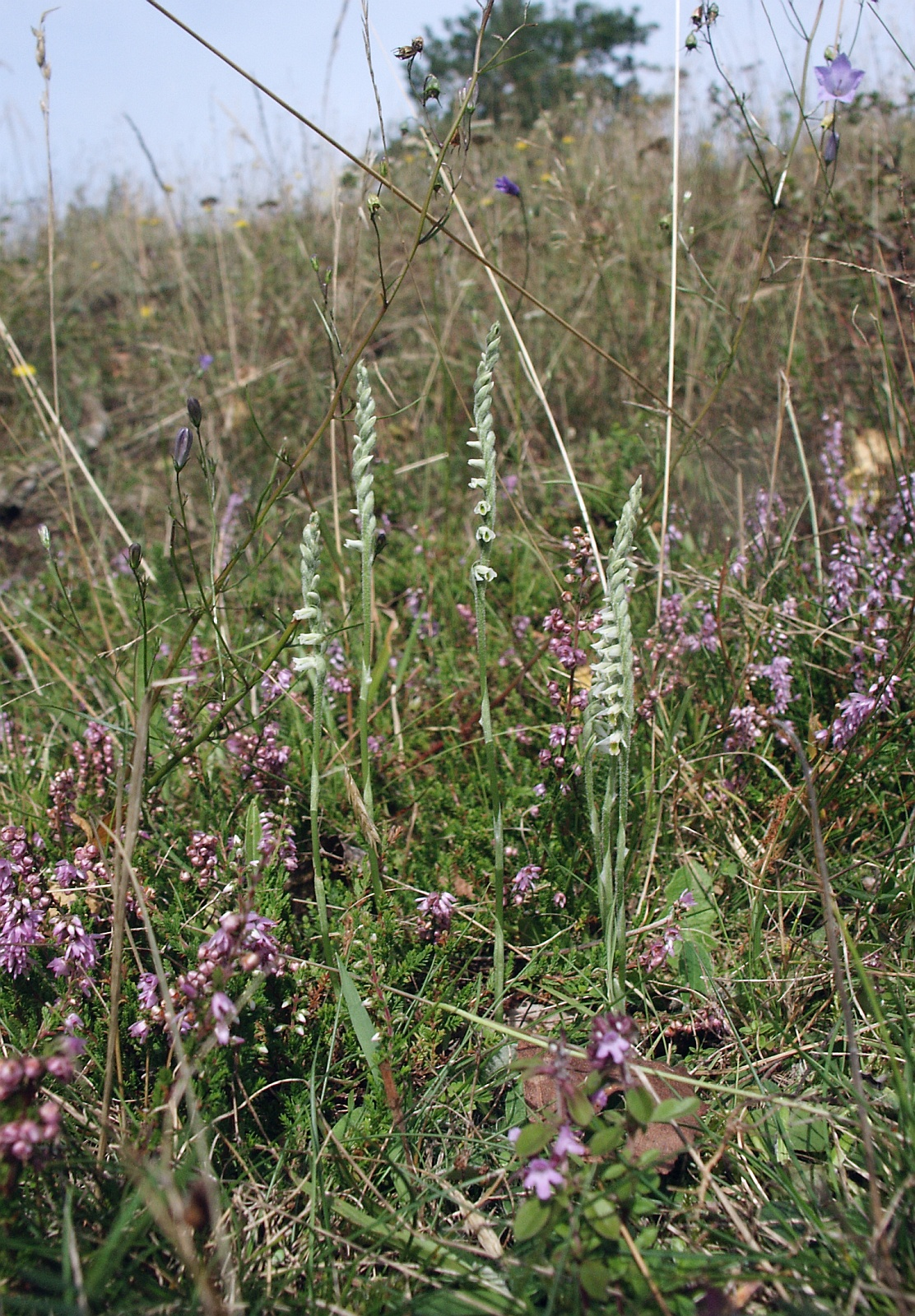
Biòtop a Frankenhöhe

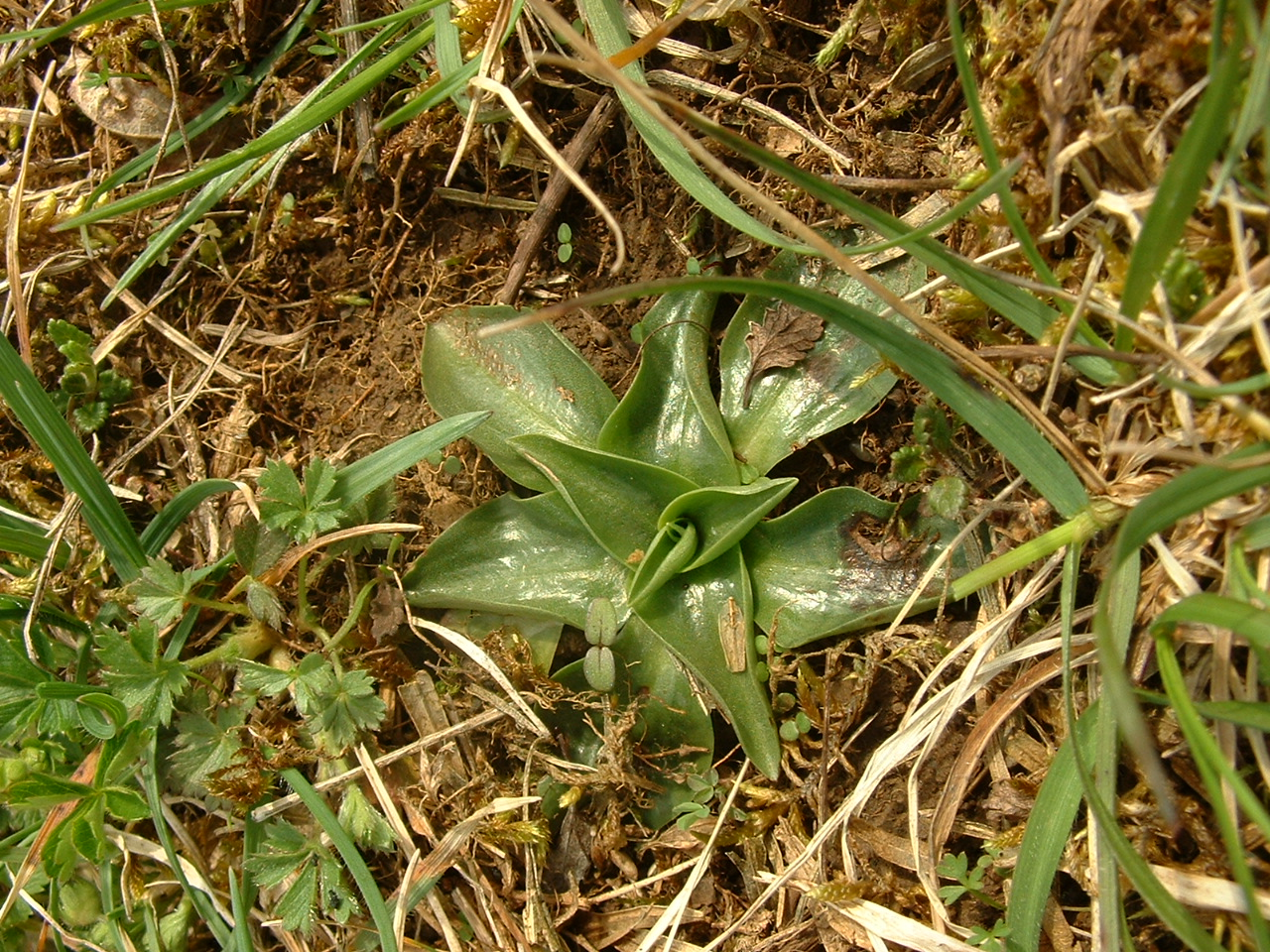
Roseta basal

S. spiralis és una petita planta perenne i tuberosa que aconsegueix altures d'entre 5 i 30 centímetres. La tija és planta i pubescent. Té dos tubercles com a òrgans de reserva, poques vegades, un o tres. A partir de la tardor dos nous tubercles es formen i els vells tubercles moren. Les fulles són ovalatoel·líptiques i brillants i formen una roseta basal prop de terra i a un costat de la tija florífera. No són de tres a set i tenen una longitud d'1,5 a 3,5 cm i una amplada d'1 a 1,5 cm. Les fulles es marceixen a l'inici de la floració. Les fulles de la tija són esquamoses i superposades, les bràctees són més curtes que les flors.
Les flors són de color blanc, 6 a 7 mm de llarg. Hi ha fins a 20 flors disposades en espiral sobre la tija prima d'una llargada de 3 a 12 cm. Els dos tèpals exteriors s'estenen cap enfora, mentre que el tèpal exterior superior i els tèpals interns es fusionen per formar un tub amb el label. El label és corbat cap amunt i és de color verd groguenc. La vora del label té una osca i apareix veu de prop com esfilagarsat.

## Ecologia
El cicle de creixement difereix de la majoria de les altres orquídies europees. Entre juliol i agost, la tija floral comença a créixer. En aquest moment, no hi ha fulles visibles. Entre finals d'agost i principis d'octubre, les fulles es desenvolupen al costat de la tija floral. Sobreviuen l'hivern i creixen fins a principis d'estiu, quan es marceixen. La propera tija floral creix llavors al centre de la roseta de fulles marcides.
Habita en herbassars secs, prats, garrigues, bruguerars, pinedes, generalment en sòls calcaris.
La distribució de l'espècie abasta Europa, amb l'excepció de les zones més fredes del nord, el nord d'Àfrica, el Caucas del Nord i de l'Iran cap a l'est de la serralada de l'Himàlaia occidental.
La font original de S. spiralis és la conca del Mediterrani. Tanmateix quan l'home cap al 7000- 4000 aC es va establir a la regió fomentà la conversió dels boscos per a l'agricultura i la ramaderia, creant nous hàbitats per a aquesta orquídia permetent la seva expansió cap al nord.
A Alemanya, l'espècie es troba en el Frankenhöhe, la Jura de Francònia, la Jura de Suàbia i els Alps. Hi ha pocs llocs al sud de Saxònia-Anhalt. És rara fora d'aquestes zones. A l'oest i nord-oest d'Alemanya és probablement extinta.
A Àustria, l'espècie segueix estant present en totes les províncies, però també és poc freqüent.
A Suïssa els llocs més corrents són el llac de Lucerna, la vall del Rin a Chur, a l'àrea de llac de Walenstadt i el riu Ticino.
A Gran Bretanya i Irlanda la seva àrea de dispersió septentrional és a l'Illa de Man. Mai s'ha trobat a Escòcia.
A Irlanda del Nord té una distribució dispersa al sud del comtat de Sligo.
En aquests països, l'orquídia creix en prats secs i semi-secs i matollars amb pasturatge regular, on la vegetació acompanyant es manté baixa. En molt rares ocasions, també es poden trobar als boscos de coníferes de llum. Sovint són acompanyades per Ononis spinosa, Calluna vulgaris i Euphrasia stricta.